# Panaci
Panaci là một xã thuộc hạt Suceava, România. Dân số thời điểm năm 2002 là 2322 người.